# Spansk sväng

Vägskylt som beskriver en spansk sväng.

Spansk sväng är en sorts sväng som anläggs för att minska riskerna med vänstersväng från landsvägar. Korsningstypen kallas formellt "ögla" av Trafikverket i Sverige. Avfart från huvudvägen sker via en ögleformad avfart till höger. Denna leder till en position vid sidan av själva vägen, med god sikt åt både höger och vänster. Därifrån kan man med bättre säkerhet köra rakt över vägen. Detta minskar den tid fordonet är utsatt för den övriga trafiken.
New Jerseys transportdepartement definierar 3 typer. Typ A ansluter rampen med en sidoväg, och både vänster- och högersvängar utförs via denna ramp. Typ B är den som är mest känd i Sverige, där rampen ansluter direkt till huvudvägen. Typ B kan också sakna vägen till vänster och enbart användas för att utföra en U-sväng. Typ C har rampen efter korsningen; föraren kör rakt i korsningen, följer öglan runt trekvarts varv och kör sedan rakt i korsningen igen.

## Bildgalleri

Typ A
Typ B
Typ B för U-sväng
Typ C